# Anna Albinus
Anna Albinus (* 1986 in Mainz) ist eine deutsche Schriftstellerin.

## Leben
Anna Albinus studierte Katholische Theologie, Judaistik und Kunstgeschichte in Freiburg im Breisgau und Jerusalem und lebte mit ihrer Familie zehn Jahre in Wien später in Greifswald und nun in Heidelberg.
Für ihre Novelle Revolver Christi wurde sie im Rahmen der Verleihung des Österreichischen Buchpreises 2021 mit dem mit 10.000 Euro dotierten Debütpreis ausgezeichnet. Darin erzählt sie eine Geschichte um einen Revolver, der als Touristenattraktion vermarktet und als Reliquie verehrt wird. Das Buch wurde außerdem in die zehn Titel umfassende Hotlist der unabhängigen Verlage 2021 aufgenommen.
In Chalupki erzählt Albinus die Lebensgeschichte einer Schlafwagenschaffnerin im Nachtzug von Wien nach Berlin bzw. Warschau. Der titelgebende Ort Chalupki ist ein polnischer Grenzbahnhof, an dem der Zug geteilt wird und das Zugpersonal warten muss.

## Publikationen (Auswahl)
- 2021: Revolver Christi, Novelle, Edition.fotoTAPETA, Berlin 2021, ISBN 978-3-949262-02-9. Als Hörbuch: Der Diwan. Hörbuchverlag, 2021, ISBN 978-3-941009-87-5
- 2023: Chalupki. Erzählung. Edition.fotoTAPETA, Berlin 2023, ISBN                             978-3-949262-27-2. Als Hörbuch: Der Diwan. Hörbuchverlag, 2023, ISBN 978-3-949840-20-3.

## Auszeichnungen und Nominierungen
- 2021: Hotlist der unabhängigen Verlage (Revolver Christi)[4]
- 2021: Debütpreis des Österreichischen Buchpreises für Revolver Christi[2].
- 2022: Rauriser Literaturpreis für Revolver Christi[5][6][7]
- 2024: Förderungspreis der Stadt Wien für Literatur[8]